# HD 159243 c
HD 159243 c est une planète extrasolaire (exoplanète) confirmée en orbite autour de l'étoile HD 159243.
Elle a été détectée par la méthode spectroscopique des vitesses radiales et annoncée le 21 novembre 2013.